# Helle Frederiksen
Helle Houmann Frederiksen (Odense, 5 de marzo de 1981) es una deportista danesa que compitió en triatlón.
Ganó dos medallas en el Campeonato Mundial de Triatlón de Larga Distancia en los años 2017 y 2018, y una medalla en el Campeonato Europeo de Triatlón de Media Distancia de 2014. Además, obtuvo dos medallas en el Campeonato Europeo de Ironman 70.3 en los años 2017 y 2018.

## Palmarés internacional
| Campeonato Europeo | Campeonato Europeo | Campeonato Europeo | Campeonato Europeo |
| Año                | Lugar              | Medalla            | Prueba             |
| ------------------ | ------------------ | ------------------ | ------------------ |
| 2014               | Peguera (España)   | Medalla de plata   | Individual         |

| Campeonato Mundial | Campeonato Mundial | Campeonato Mundial | Campeonato Mundial |
| Año                | Lugar              | Medalla            | Prueba             |
| ------------------ | ------------------ | ------------------ | ------------------ |
| 2017               | Penticton (Canadá) | Medalla de plata   | Individual         |
| 2018               | Fionia (Dinamarca) | Medalla de oro     | Individual         |

| Campeonato Europeo | Campeonato Europeo  | Campeonato Europeo | Campeonato Europeo |
| Año                | Lugar               | Medalla            | Prueba             |
| ------------------ | ------------------- | ------------------ | ------------------ |
| 2017               | Elsinor (Dinamarca) | Medalla de plata   | Individual         |
| 2018               | Elsinor (Dinamarca) | Medalla de plata   | Individual         |